# An San
An San (Koreaans: 안•산) (Gwangju, 27 februari 2001) is een Zuid-Koreaans boogschutter.

## Carrière
In 2019 schoot ze haar eerste internationale wedstrijd op de Archery World Cup.
Op de Olympische Zomerspelen van Tokio in 2021 behaalde ze drie gouden medailles bij het boogschieten, zowel individueel, als met het vrouwen-team en het gemengd-team, het onderdeel dat voor het eerst op het olympische programma stond. Ze was daarmee de eerste boogschutter die alle drie de gouden medailles won. Op het individuele toernooi scoorde ze 680 van de 720 punten, waarmee ze het 25 jaar oude olympisch record van Lina Herasjmenko met zeven punten verbrak.

## Erelijst

### Olympische Spelen
- 2020:  Tokio (individueel)
- 2020:  Tokio (team)
- 2020:  Tokio (gemengd team)

### Wereldkampioenschap
- 2021:  Yankton (individueel)
- 2021:  Yankton (gemengd team)
- 2021:  Yankton (team)

### World Cup
- 2019:  Berlijn (individueel)
- 2019:  Berlijn (gemengd team)
- 2019:  Berlijn (team)

1904: Matilda Howell ·
1908: Queenie Newall ·
1972: Doreen Wilber ·
1976: Luann Ryon ·
1980: Keto Losaberidze ·
1984: Seo Hyang-soon ·
1988: Kim Soo-nyung ·
1992: Cho Youn-jeong ·
1996: Kim Kyung-wook ·
2000: Yun Mi-jin ·
2004: Park Sung-hyun ·
2008: Zhang Juanjuan · 
2012: Ki Bo-bae · 
2016: Chang Hye-jin ·
2020: An San ·
2024: Lim Si-hyeon
1988: Kim S-n/Wang/Yun Y-s ·
1992: Cho/Kim S-n/Lee E-k ·
1996: Kim J-s/Kim K-w/Yoon H-y ·
2000: Kim N-s/Kim S-n/Yun M-j ·
2004: Lee S-j/Park/Yun M-j ·
2008: Joo/Park/Yun O-h ·
2012: Choi/Ki/Lee S-j ·
2016: Chang/Choi/Ki ·
2020: An/Jang/Kang ·
2024: Jeon/Lim/Nam
2020: An San/Kim Je-deok ·
2024: Lim Si-hyeon/Kim Woo-jin